# کریستوف اسکریبا
کریستوف اسکریبا (به آلمانی: Christoph Scriba) (زاده ۶ اکتبر ۱۹۲۹ در دارمشتات- درگذشته ۲۶ ژوئیه ۲۰۱۳ در هامبورگ) تاریخ‌نگار ریاضیات اهل آلمان بود.

## زندگی و کارنامه
اسکریبا در سال ۱۹۵۷ در دانشگاه گیسن با رساله ای دربارهٔ نوشته‌های نخستین جیمز گریگوری دربارهٔ بینهایت کوچکها درجه دکتری ریاضیات را دریافت کرد. سپس در دانشگاه‌های کنتاکی، ماساچوست و از سال ۱۹۵۹ تا ۱۹۶۲ در دانشگاه تورنتو تدریس و پژوهش کرد. او که برای یک فرصت مطالعاتی به آکسفورد رفته بود دربارهٔ نوشته‌های برجای مانده از جان والیس پژوهش کرد و با رساله ای در همین باره در سال ۱۹۶۶ در دانشگاه هامبورگ درجه شایستگی را به دست آورد. از سال ۱۹۶۹ او دارای کرسی تاریخ دانشهای دقیق و صنعت در دانشگاه فنی برلین و از ۱۹۷۵ تا زمان بازنشستگی اش در سال ۱۹۹۵ دارای درجه استادی تاریخ علم و تاریخ ریاضیات در دانشگاه هامبورگ بود. وی همچنین عضو بخش اجرایی کمیته جهانی تاریخ ریاضیات و از ۱۹۷۷ تا ۱۹۸۵ رئیس این کمیته بود. اسکریبا در سال ۱۹۹۳ جایزه کنت ا. می را دریافت کرد. از شاگردان دکتری وی می‌توان ابرهارد کنوبلوخ را نام برد.

## آثار
- The Concept of Number – a chapter in the history of mathematics, with applications of interest to teachers, BI university paperback 1968
- Editor with Philip Beeley: The Correspondence of John Wallis, 2 volumes, Oxford University Press
- Published by Joseph Dauben: Writing the History of Mathematics—its historic development, Birkhauser, 2002.
- Peter Schreiber: geometry 5000 years – history, culture, people, Springer, 2004
- Studies on the mathematics of John Wallis (1616–1703): angular divisions, combining theory and number theory problems. In the appendix the books and manuscripts of Valais. Wiesbaden 1966 (habilitation)
- By Edward Seidler, Wieland Berg (Editor): The elite of the nation in the Third Reich – The ratio of scientific academies and their environment to Nazism, Leopoldina symposium, Hall 1995